# De oude muzikant (Manet)
De oude muzikant (Frans:Le Vieux Musicien, Engels: The Old Musician) is de titel van een schilderij van Édouard Manet. Het stamt uit 1862 en toont een aantal haveloze figuren uit Parijs. Tegenwoordig maakt het deel uit van de collectie van de National Gallery of Art in Washington D.C.

## Voorstelling
Tijdens de regeerperiode van Napoleon III veranderde Parijs ingrijpend van aanzien. Onder leiding van Haussmann werden de brede boulevards aangelegd, waar de stad nog altijd bekend om staat. Deze vooruitgang ging aan grote groepen mensen voorbij, hun verpauperde wijken werden gesloopt om plaats te maken voor de chique huizen van de bourgeoisie. Hoewel schilders als Millet al eerder arme boeren hadden afgebeeld, was Manet met De oude muzikant een van de eersten die ook de stedelijke onderklasse in beeld brachten. Inspiratie voor het schilderij deed hij wellicht op in de sloppenwijk Petite Pologne, die in de buurt van zijn atelier was gelegen. Voor zijn tijd was het schilderij zeer modern, omdat het zonder sentimenten een momentopname in de grote stad lijkt te verbeelden.
Zoals bij veel van zijn andere schilderijen had Manet het werk echter zorgvuldig gecomponeerd. Van twee afgebeelde figuren is bekend wie er model voor gestaan hebben. De muzikant is Jean Lagrène, leider van een zigeunerband. Na een ongeluk op een bouwplaats probeerde hij zijn familie als orgeldraaier en schildersmodel te onderhouden. In dat laatste beroep had hij enig succes getuige de vele schilderijen en foto's die van hem zijn gemaakt en hij gold enige tijd als een van de bekendste zigeuners van Parijs. De man met de hoge hoed heette Colardet en was een alcoholische voddenraper.
Dit schilderij bevat veel verwijzingen naar andere kunstenaars. Allereerst naar het werk van Manet zelf, zijn Absintdrinker uit 1859 keert terug in de man met de hoge hoed. Maar ook de verwijzing naar Pierrot van Watteau in het linker van de twee straatkinderen is eenvoudig te herkennen. Kunsthistorici hebben daarnaast ook parallellen aangetoond met werken van Antoine en Louis Le Nain, Velázquez, Courbet en zelfs een Romeins beeld uit het Louvre waarvan Manet een schets bezat. De oude muzikant kan gezien worden als een aantal quotes dat min of meer onafhankelijk van elkaar op het doek is geschilderd.

## Herkomst
- Na de dood van Manet kwam het werk in handen van de handelaar Camentron in Parijs.
- 1897: verkocht aan de kunsthandelaar Durand-Ruel in Parijs.
- ca. 1906: in bezit van Alexandre Berthier, vierde prins van Wagram in Parijs.
- ca. 1912: in bezit van P.R. Pearson, Parijs.
- 1913: gekocht door de Österreichische Staatsgalerie (nu Österreichische Galerie Belvedere), Wenen.
- 1923: geruild tegen twee andere schilderijen, waarschijnlijk bij Galerie Barbazanges-Hodebert, Parijs.
- 1930: via verschillende galerieën in Duitsland en Engeland verkocht aan Chester Dale.
- 1963: nagelaten aan de National Gallery of Art.

## Afbeeldingen

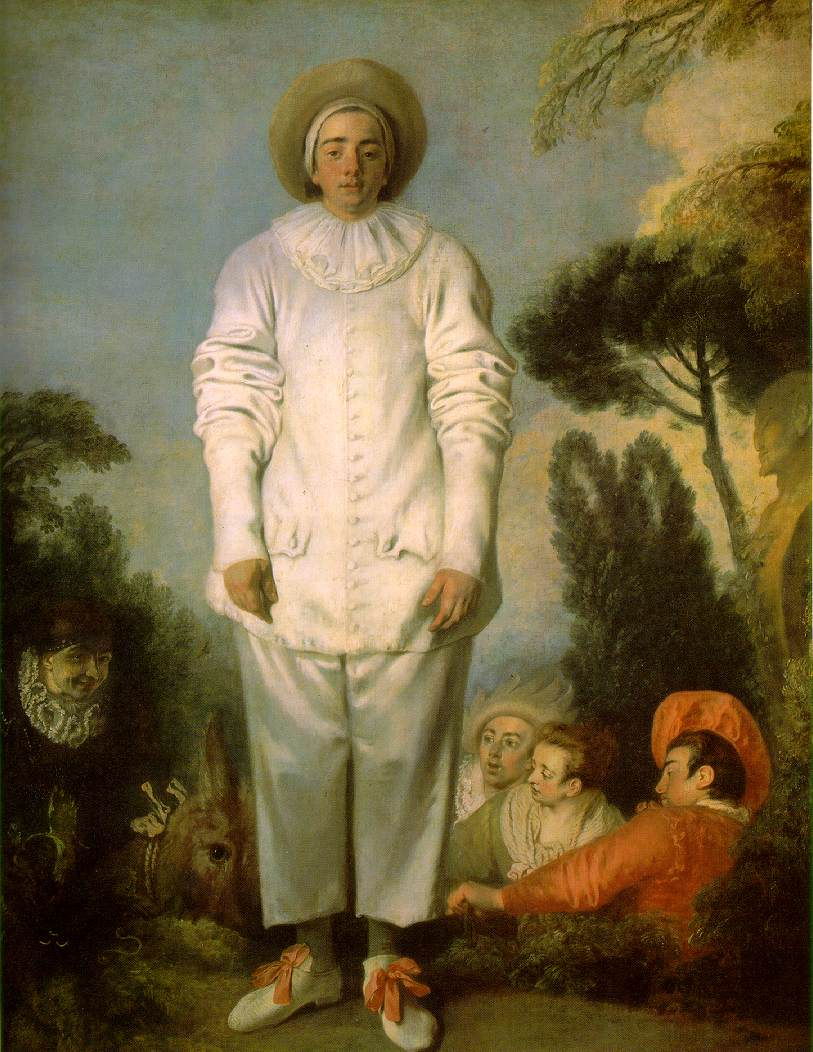
Pierrot - Watteau (1718-19)
De absintdrinker (1859)
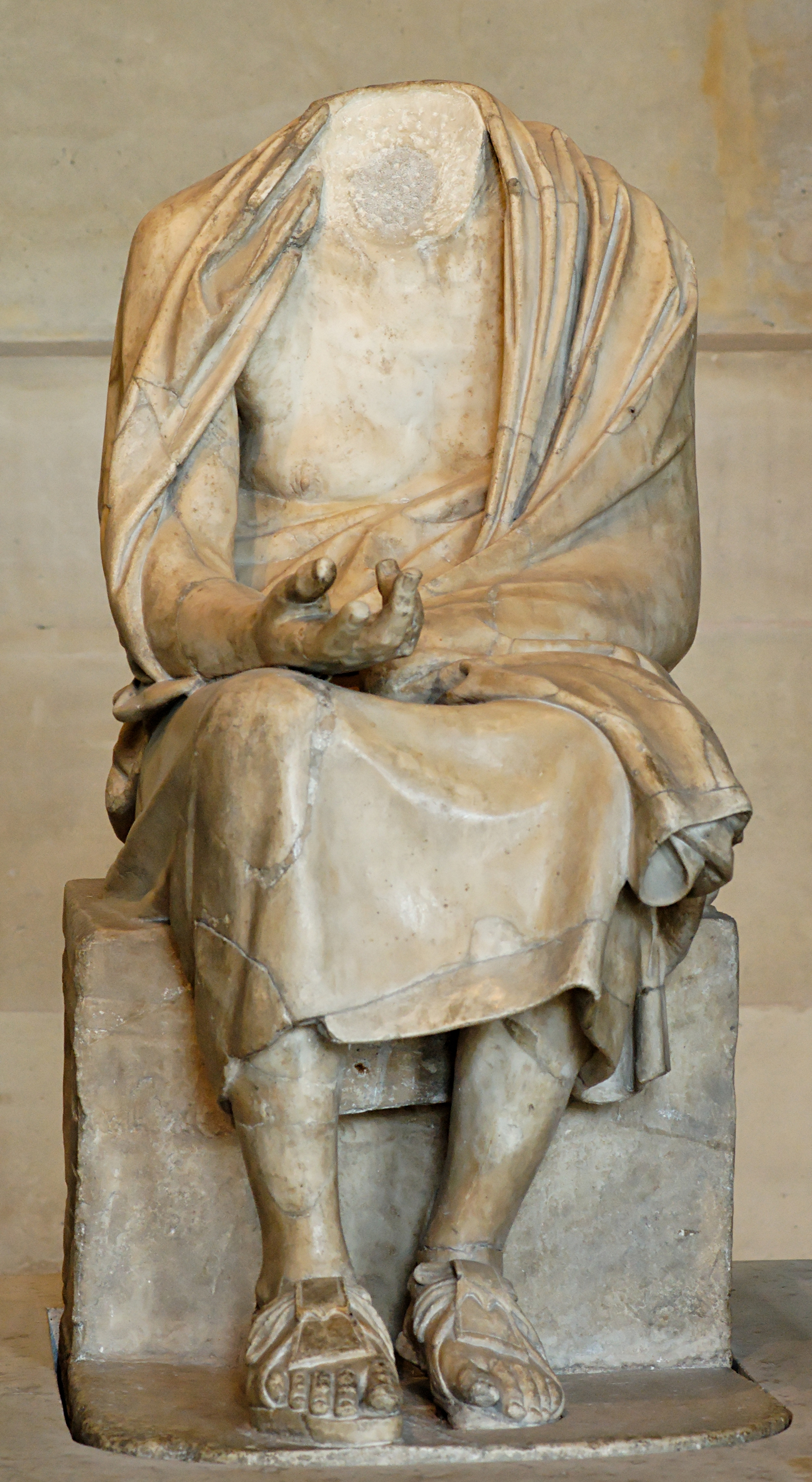
Zittende oude man - Romeinse kopie (2e eeuw) naar een Hellenistisch origineel